# Інфанти Ізабелла Клара Євгенія і Каталіна Мікаела
«Інфанти Ізабелла Клара Євгенія і Каталіна Мікаела» (ісп. Las infantas Isabel Clara Eugenia y Catalina Micaela) — картина іспанського живописця Алонсо Санчеса Коельо. Створена близько 1575 року. Зберігається у Музеї Прадо в Мадриді (інв. ном. P1138).

## Опис
Коельо неодноразово писав портрети дітей короля Філіпа II. Цей портрет, що зображує двох інфант, дочок Філіпа II і його третьої дружини Ізабелли Валуа, є найбільш пізньою із трьох робіт, що збереглись. Інфанти Ізабелла Клара Євгенія (1566—1633) і Каталіна Мікаела (1567—1597) одягнені, як дорослі, віддаючи данину манірній моді того часу. Основною метою такого роду портретів було бажання показати інтенсивний ріст королівських нащадків, демонструючи гарантований порядок престолонаслідування, а також щоб упорядкувати династичні шлюби; все це перетворює такі роботи в офіційні портрети, такі ж суворі і стримані, як і портрети самих монархів.